# Merionoedina angolensis
Merionoedina angolensis là một loài bọ cánh cứng trong họ Cerambycidae.